# Anisacate tigrinum
Anisacate tigrinum är en spindelart som först beskrevs av Cândido Firmino de Mello-Leitão 1941.  
Anisacate tigrinum ingår i släktet Anisacate och familjen mörkerspindlar. Inga underarter finns listade i Catalogue of Life.